# Jerónimo Blasco Jáuregui
Jerónimo Blasco Jáuregui es un político que tuvo gran responsabilidad en la preparación y ejecución de la Exposición Internacional Expo 2008 en Zaragoza. Ocupó cargos políticos en el Ayuntamiento de Zaragoza, el Gobierno de Aragón y en el Parlamento Europeo. Tiene experiencia en relaciones con instituciones internacionales y conocimiento de idiomas, especialmente inglés y francés. Fue miembro fundador de la Fundación Ecología y Desarrollo.

## Historia
Jerónimo Blasco Jáuregui nació en 1957.
Tras licenciarse en Derecho se trasladó a Francia y cursó el Máster en Comunidades Europeas y Derecho Comunitario por el Centro Europeo Universitario de Nancy, Francia.
Diplomado en Ordenación Territorial por la Universidad de Valencia y la Fundación FUNDICOT.
En 1985 obtuvo una plaza de Letrado de las Cortes de Aragón (Parlamento Autonómico de Aragón) y trabajó unos meses en los servicios jurídicos de la Cámara.
En 1986 ganó otra oposición de Alto Funcionario en la Unión Europea. Trabajó en la Comisión de Política Regional y Ordenación Territorial del Parlamento Europeo de 1986 a 1990.
Fue director general de Urbanismo y Ordenación Territorial del Gobierno de Aragón (1993 a 1995).
De 2015 a 2018 trabajó en el Europarlamento.
El 1 de julio de 2018 volvió a su puesto como letrado de las Cortes de Aragón.

## Fundación Ecología y Desarrollo (Ecodes)
Jerónimo Blasco Jáuregui es miembro fundador de la Fundación Ecología y Desarrollo (Ecodes), de la que es vicepresidente desde el 10 de marzo de 1992.
La Fundación Ecología y Desarrollo nació en 1992 con el impulso de profesionales interdisciplinares como el arquitecto urbanista Juan Rubio del Val, la politóloga y socióloga Cristina Monge y el sociólogo Víctor Viñuales para impulsar el desarrollo sostenible con propuestas ecológicas viables en el marco de una economía y sociedad justa. Las acciones y actividades realizadas incluyen informes, publicaciones, cursos, foros, debates, proyectos prototipos y gestión de programas relacionados con las áreas de trabajo definidas para la fundación.
En 1992 se constituyó como organización sin ánimo de lucro y los miembros del patronato fueron Jerónimo Blasco Jáuregui como presidente, José Luis Batalla Carilla como vicepresidente, José Manuel Marraco Espinós como secretario, y Rafael López Insausti y Víctor Viñuales Edo como vocales.
El componente ecológico y social están en los objetivos iniciales de ECODES, pero en 2012 se replantean tras un debate participativo. En este momento se redefinen la visión y misión para especificar de forma explícita las tres áreas de la sostenibilidad, la económica, social y la ambiental.
Las líneas de trabajo que tiene definidas están alineadas con el desarrollo sostenible y la responsabilidad social y económico, entre los temas se incluyen la cooperación internacional, el reciclaje y los residuos, así como la eficiencia en el uso de recursos energéticos y agua. ECODES desarrolla sus actividades de trabajo tanto en el ámbito local, el nacional como en ámbito internacional.

## Zaragoza Expo 2008

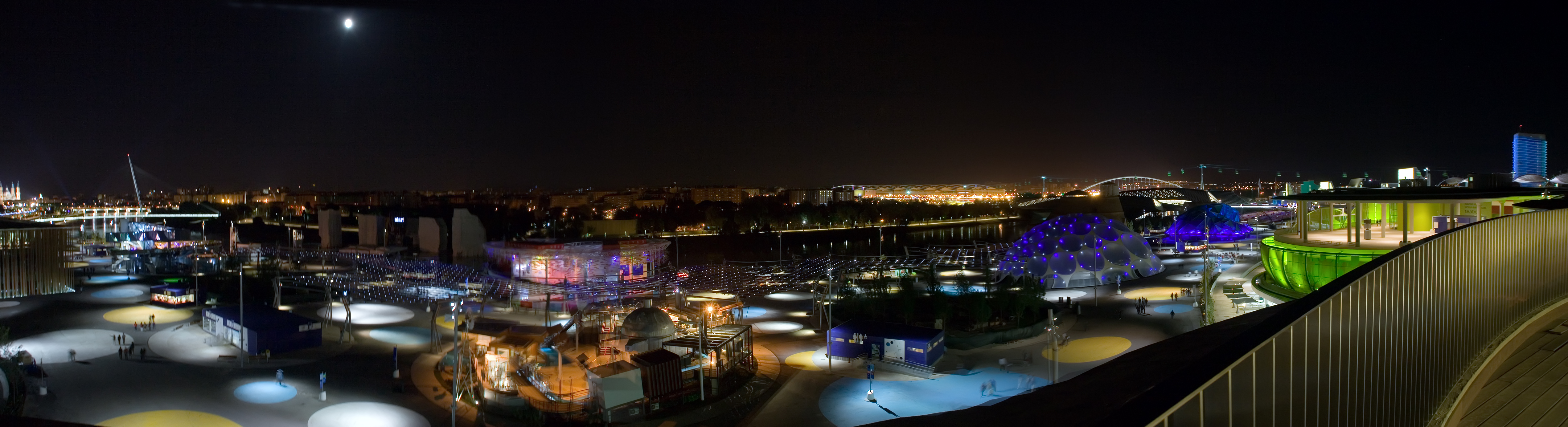
Vista panorámica de la Expo 2008

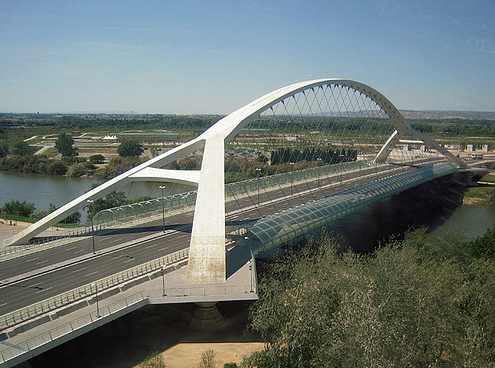
Puente del Tercer Milenio

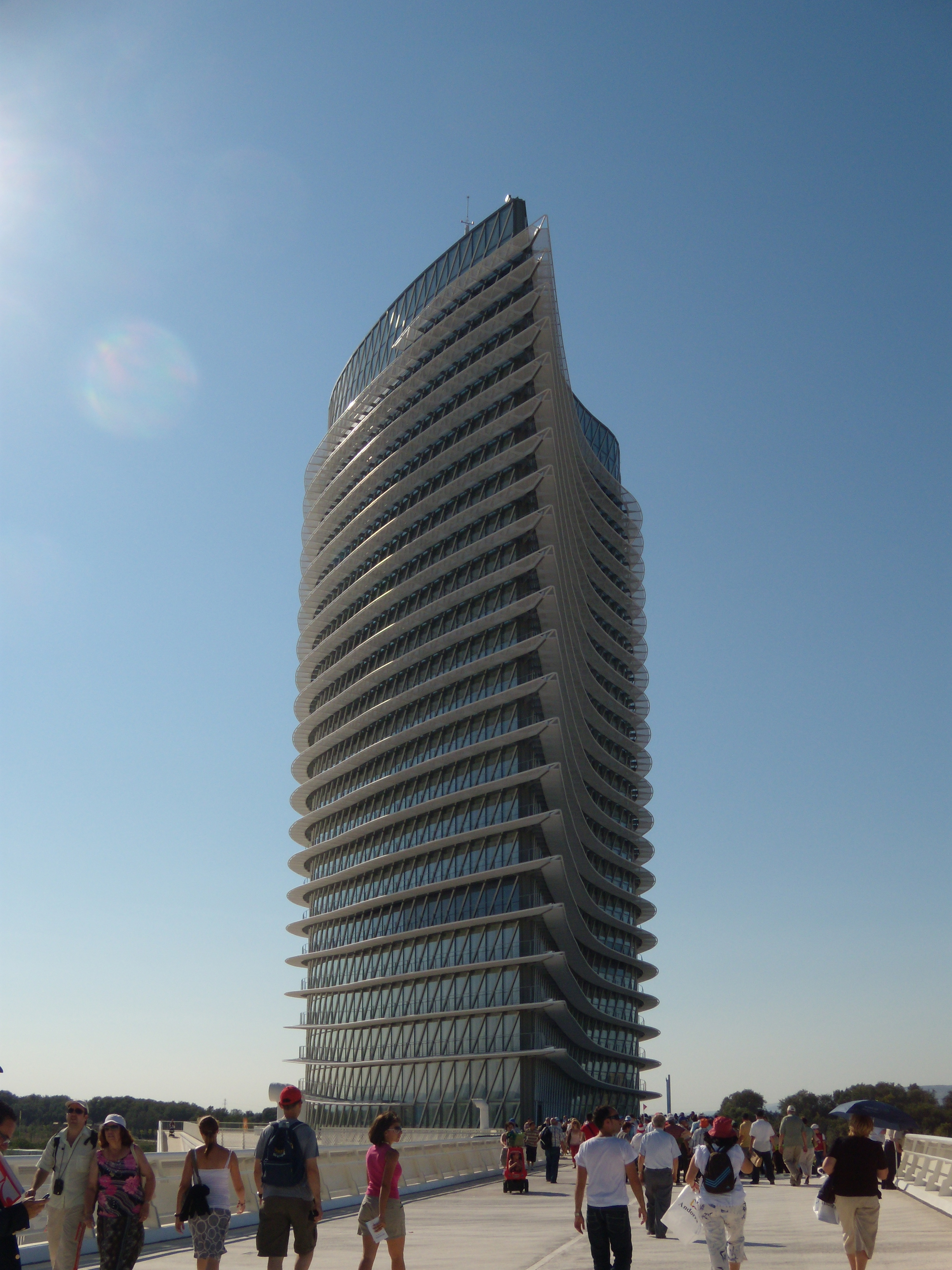
Torre del Agua

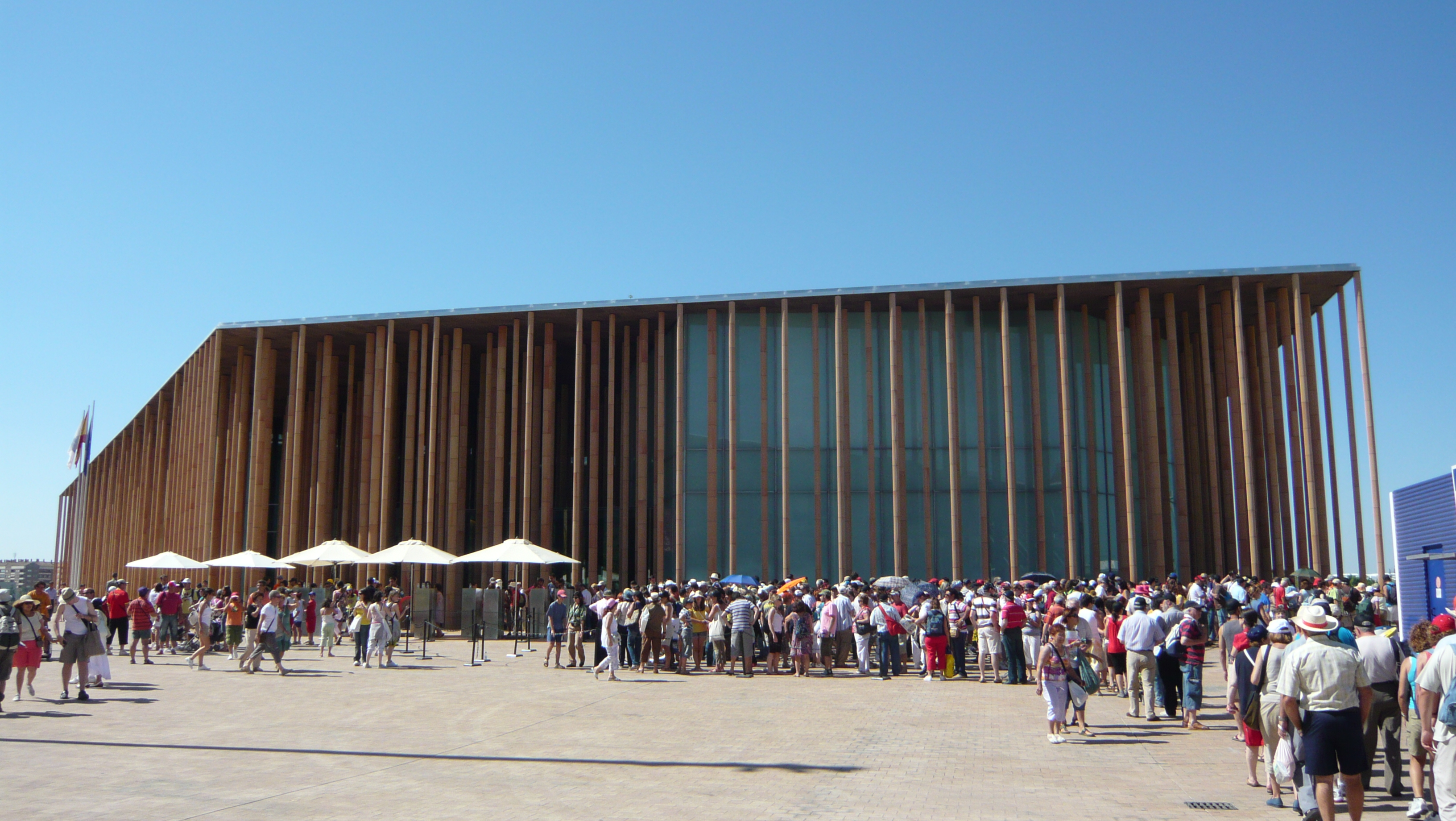
Pabellón de España

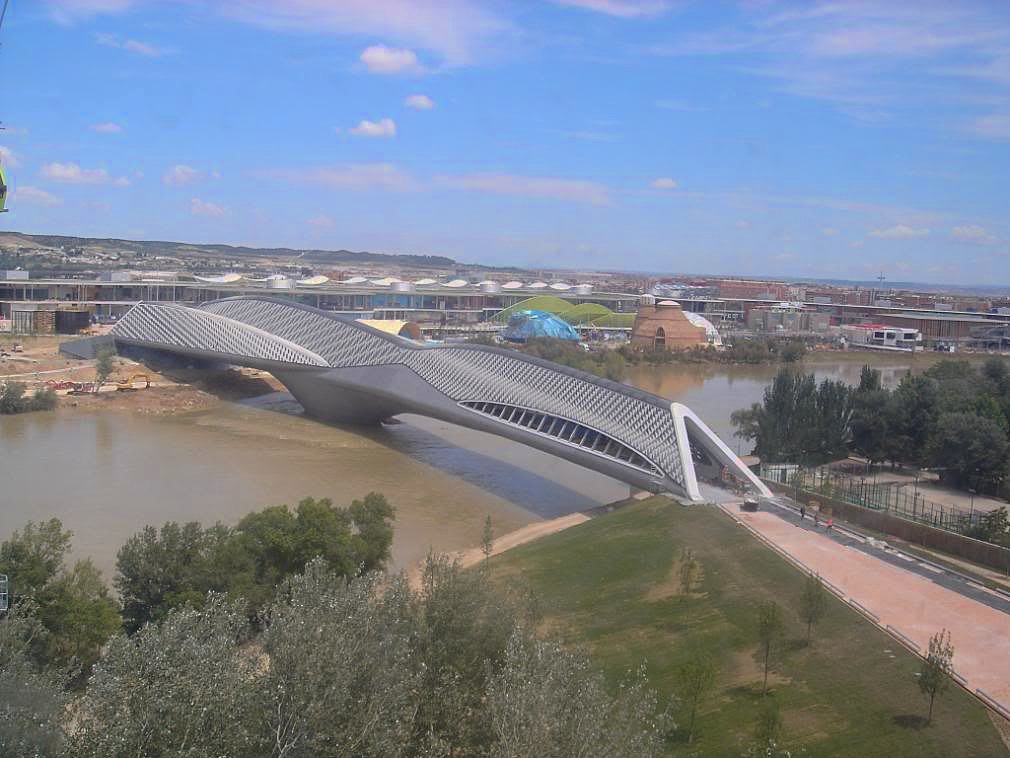
Pabellón Puente

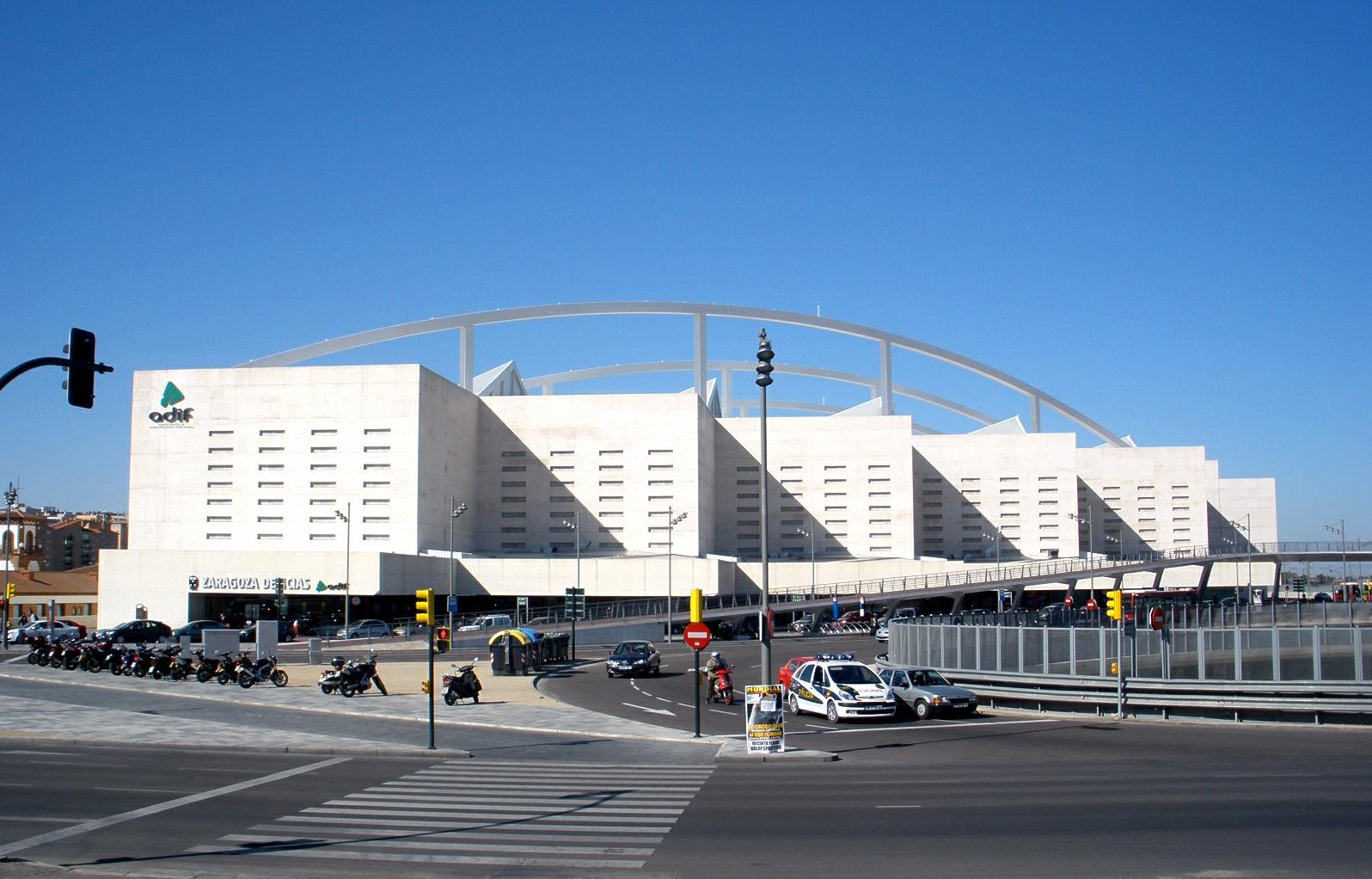
Estación Delicias Zaragoza

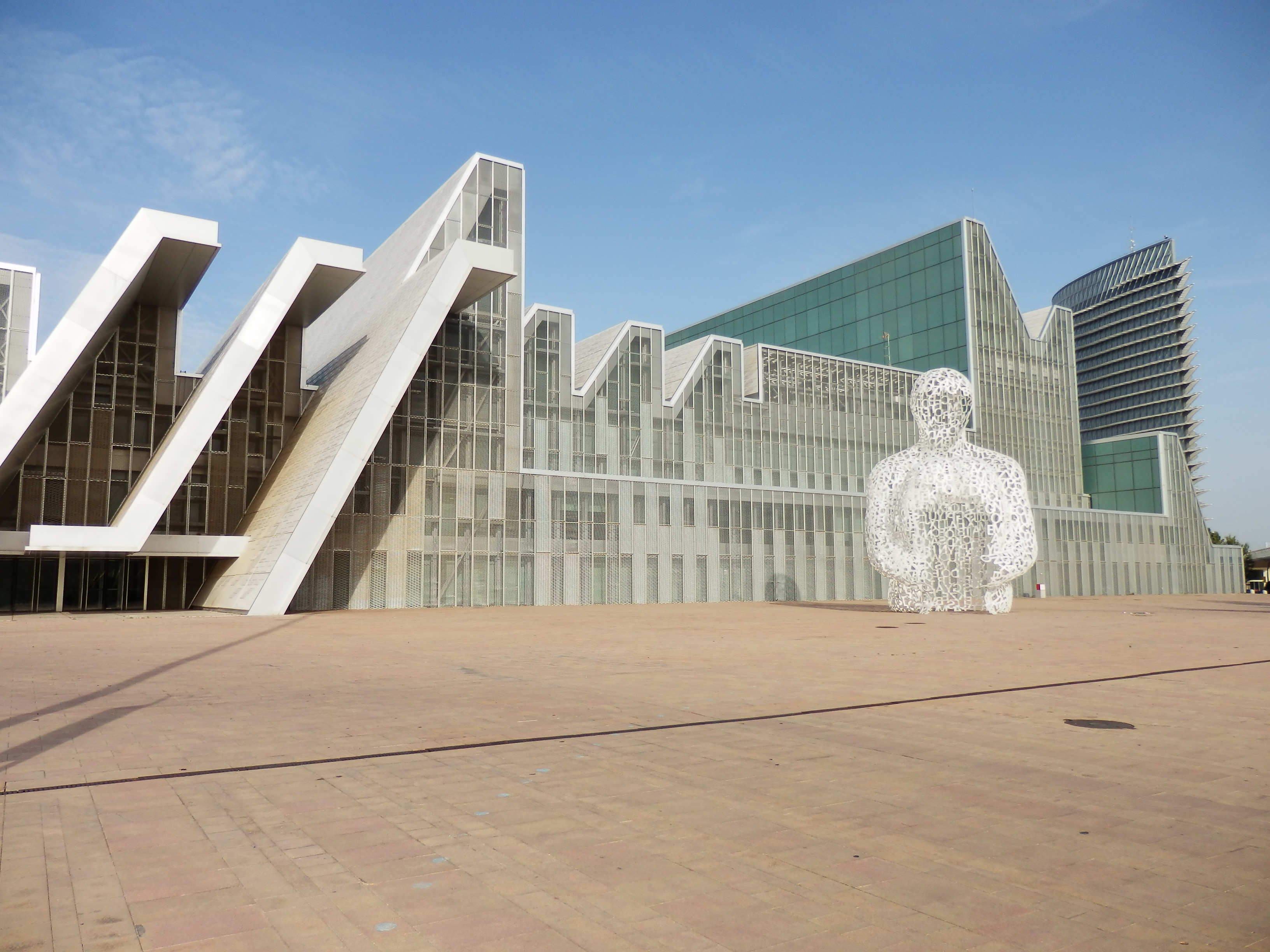
Palacio de Congresos de Zaragoza

En julio de 2000 se creó el Consorcio Pro Expo Zaragoza 2008 en el que se integraron las Cortes de Aragón, la Diputación General de Aragón, la Diputación Provincial de Zaragoza, el Ayuntamiento de Zaragoza y la propia Asociación Cultural para la Promoción de la Ciudad de Zaragoza como sede de la Expo del año 2008. El que fuera alcalde de Zaragoza, Juan Alberto Belloch fue presidente de la sociedad pública Zaragoza Expo 2008.
En julio de 2002, el Consorcio convocó un concurso para la redacción del Plan de la Candidatura que el Grupo Experiencia y la agencia de comunicación Bassat Ogilvy ganaron. A mediados de 2003, Jerónimo Blasco pasó a ocupar la Gerencia. Su nombramiento permitió una primera presentación oficial de la candidatura de Zaragoza ante el BIE y que en noviembre de 2003 se dieran a conocer la propuesta urbanística del recinto de la Expo y el programa de acompañamiento en un simposio internacional sobre agua y desarrollo sostenible. A finales de ese mismo año, se constituyó Zaragoza Expo 2008, S.A. que, con una plantilla de doce empleados, se concentró en la promoción de la candidatura. Una vez se consiguió ésta, la empresa perdió su razón de ser y se disolvió y extinguió.
El 23 de abril de 2005 la Administración General del Estado, el Gobierno de Aragón y el Ayuntamiento de Zaragoza constituyeron la Sociedad Estatal Expoagua Zaragoza 2008 S.A. (Expoagua), cuyo capital social suscribieron las tres entidades en porcentajes del 70, 15 y 15, respectivamente. Esta compañía que sustituyó a Zaragoza Expo 2008, S.A. se encargó de la organización, promoción, gestión y operación de la Exposición. La estructura directiva la constituyeron tres
Direcciones Generales: Construcción (Eduardo Ruiz de Temiño), Operaciones y Contenidos (Jerónimo Blasco), y Recursos y Medios (José Luis Murillo), que se ocuparon, respectivamente de la construcción de la exposición, de su celebración y del apoyo a ambas actividades.
La sociedad preparó los informes para el examen de la Oficina Internacional de Exposiciones (BIE). En mayo de 2004 quedaban las candidaturas de Trieste, Italia, Salónica, Grecia y Zaragoza, España.
Los puntos fuertes de Zaragoza estaban en el emplazamiento —el meandro de Ranillas—, en el tema —agua y desarrollo sostenible—, en el transporte, en los planes de seguridad, en la estrategia publicitaria y de comunicación.
La presentación definitiva de la candidatura tuvo lugar en París en la Asamblea General del BIE de diciembre de 2004.
El 16 de diciembre de 2004 en la primera ronda de votaciones del BIE los resultados fueron 47 para Zaragoza, 35 para Trieste y 12 para Salónica. En la segunda ronda Zaragoza obtuvo 57 votos frente a los 37 de Trieste. Zaragoza celebraría la Exposición Internacional de 2008 bajo el lema «Agua y desarrollo sostenible». En la delegación española acudieron a París la vicepresidenta primera del Gobierno central, María Teresa Fernández de la Vega, el alcalde de Zaragoza, Juan Alberto Belloch y Jerónimo Blasco Jáuregui. Zaragoza recibió el encargo de organizar la Expo en el tiempo récord de tres años y medio.
Jerónimo Blasco fue director general de Operaciones y Contenidos de Expoagua Zaragoza 2008, S.A. (2005), encargada de organizar, promocionar, gestionar y operar la muestra dedicada al Agua y Desarrollo Sostenible.
El 14 de marzo de 2009 se disolvió la sociedad Expoagua.
Expoagua estableció desde el primer momento tres objetivos básicos. La Expo debía contribuir a:
- Potenciar la imagen de Zaragoza y Aragón en el resto de España y a nivel internacional.
- Aprovechar las inversiones para realizar las obras de infraestructuras pendientes, mejorar las comunicaciones y ampliar el espacio urbano, incorporando al mismo las zonas próximas a las riberas de los ríos.
- Convertir a Zaragoza en un referente internacional respecto a la utilización del agua y la posibilidad de un desarrollo sostenible.[10]

| Síntesis de las actuaciones con motivo de la Exposición Internacional Zaragoza 2008 |
| Administración General del Estado                                                   |
| ----------------------------------------------------------------------------------- |
| Cierre del Cuarto Cinturón de Zaragoza                                              |
| Acceso Norte del Cuarto Cinturón                                                    |
| Cierre del Tercer Cinturón                                                          |
| Adecuación de la Autovía de los Pirineos                                            |
| Modernización del aeropuerto de Zaragoza                                            |
| Plan de Transporte Ferroviario de Cercanías                                         |
| Adecuación de las riberas del Ebro, en su tramo urbano                              |
| Restauración de las riberas de los ríos Gállego y Huerva                            |
| Adecuación de las riberas del Canal Imperial de Aragón                              |
| Gobierno de Aragón                                                                  |
| Conjunto medioambiental de La Alfranca                                              |
| Pabellón de Aragón                                                                  |
| Palacio de Congresos                                                                |
| Espacio Goya                                                                        |
| Nueva Escuela de Artes y Oficios                                                    |
| Estación Central de Autobuses de Zaragoza                                           |
| Participación en el Plan Intermodal de Transportes del área Metropolitana Zaragoza  |
| Ayuntamiento de Zaragoza                                                            |
| Restauración de las riberas del Ebro                                                |
| Restauración de las riberas del Gállego y Huerva                                    |
| Canal Imperial                                                                      |
| Ronda del Rabal                                                                     |
| Infraestructuras al servicio del recinto y renovación urbana                        |
| Participación financiera en Villa Expo y Ciudad Expo                                |
| Sociedad Estatal Expo Agua Zaragoza 2008                                            |
| Pabellones de Participantes                                                         |
| Acuario Fluvial                                                                     |
| Torre del Agua                                                                      |
| Palacio de Congresos                                                                |
| Edificios exteriores del recinto de Ranillas                                        |
| Urbanización del recinto de Ranillas                                                |
| Plaza del Agua y aparcamiento                                                       |
| Pabellón del Puente                                                                 |
| Participación en Ciudad y Villa Expo                                                |
| Sociedad Estatal para Exposiciones Internacionales                                  |
| Pabellón de España                                                                  |

El Plan de Acompañamiento y los Proyectos Asociados contribuyeron a la transformación de Zaragoza en una ciudad metropolitana. Entre las actuaciones propuestas en los mismos pueden destacarse las efectuadas en las Riberas del Ebro y en las del Gállego, Huerva y Canal Imperial de Aragón, en infraestructuras y comunicación, en edificios e infraestructuras urbanas o en los nuevos servicios públicos al ciudadano.Entre la nueva superficie verde cabe destacar 125 hectáreas del Parque del Agua, 25 hectáreas del recinto de la Expo, 28 km de las riberas del Ebro, 14 km del Gállego, 2 km del Huerva y 10 km en las orillas del Canal. Para comunicar las riberas y orillas se construyeron dieciocho nuevos puentes y pasarelas sobre los tres ríos y el Canal Imperial.
Con la puesta en funcionamiento de la Ronda y el cierre del Tercer Cinturón de circunvalación se redujo la congestión del tráfico —en torno al 15 por ciento— en el centro de la ciudad. Con ello disminuyó la contaminación ambiental y acústica y se logró un ahorro económico y de tiempo para los ciudadanos.
A los equipamientos señalados anteriormente hay que añadir los distintos establecimientos que entraron en funcionamiento durante los últimos años y contribuyeron a que la capacidad hotelera de Zaragoza creciera significativamente con motivo de la Expo, hasta las 10 405 camas (con un incremento de 2980 plazas con respecto al total de la oferta existente anteriormente).
El acto de clausura de la Exposición, celebrado el 14 de septiembre de 2008, contó con la presencia de la familia real, el presidente del Gobierno, la vicepresidenta, varios ministros y las principales autoridades regionales y locales.
El número de visitas al recinto fue 5 650 941, lo que puede considerarse aceptable, si bien fue inferior al previsto inicialmente.
Las inversiones que finalmente afectaron de forma directa a la economía aragonesa ascendieron a 1527 millones de euros de 2008 (a precios de adquisición) y tuvieron unos efectos de arrastre adicionales de 655 millones de euros de 2008 que se distribuyeron sobre la producción total del conjunto de ramas de actividad de la economía aragonesa. Se consiguió, por tanto, un incremento de producción de 0,43 euros adicionales por cada euro invertido y el efecto total sobre la producción regional fue de 2183 millones de euros de 2008 (valorada a precios de adquisición), lo que en promedio representó el 10,9 por ciento del aumento de la producción de Aragón durante el cuatrienio 2005-2008. De ahí que concluyeran que la Exposición Internacional fue una oportunidad bien aprovechada para aumentar la producción regional.

### Pleito ExpoAgua Zaragoza
En julio de 2013 la sociedad ExpoAgua Zaragoza (posteriormente Expo Zaragoza Empresarial fue condenada como responsable civil subsidiaria a pagar un millón de euros a proveedores de merchandising de la Expo 2008. El tribunal condenó al empresario portugués Joao B. a 18 meses de prisión como responsable directo de un delito de estafa a unos veinte proveedores que suministraron esos productos, pero hizo responsable civil subsidiario del pago a la sociedad de la Expo por las relaciones contractuales que mantenía con el acusado y los beneficios obtenidos. Jerónimo Blasco afirmó en el juicio que aunque se dieron cuenta de la situación creada, no se pudieron tomar medidas en el momento.

## Ayuntamiento de Zaragoza

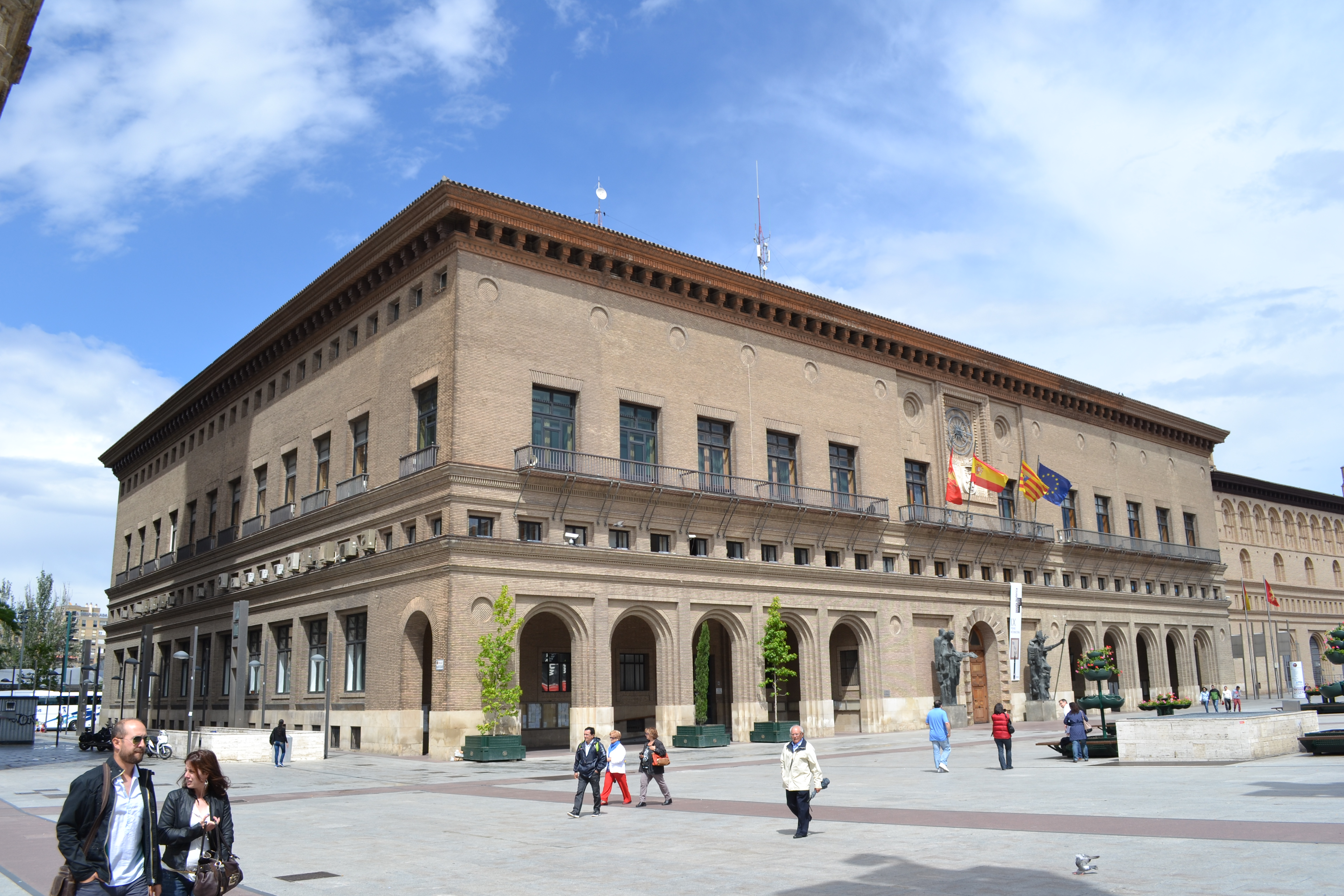
Ayuntamiento de Zaragoza

Fue Concejal del Ayuntamiento de Zaragoza por el PSOE (1979-1982), (2000-2003) y (2011 a 2015).
Jerónimo Blasco Jáuregui fue Consejero de Cultura y Grandes Proyectos y Consejero de Infraestructuras del Ayuntamiento de Zaragoza entre 2007 y 2011.
Fue vicepresidente de la Sociedad Expo Empresarial (de enero de 2009 a junio de 2015) y de la Sociedad Municipal Desarrollo Expo (de enero de 2009 a junio de 2015).
Fue Concejal electo de la IX Corporación Democrática 2011-2015 de Zaragoza.
En abril de 2012 fue nombrado Consejero de Cultura, Educación y Medio Ambiente del Ayuntamiento de Zaragoza. También fue Cuarto Teniente de Alcalde y Portavoz adjunto del Gobierno.
Participó en numerosas publicaciones en materia de política regional y ordenación territorial.

## Expo 2027 Málaga
El 13 de mayo de 2022 el Ayuntamiento de Málaga aprobó el nombramiento de Jerónimo Blasco Jáuregui como titular de la Dirección General para la Expo 2027 Málaga.
En mayo de 2022 se trasladó a Málaga y cerró su etapa como letrado en las Cortes, institución a la que regresó tras haber ejercido previamente la misma labor en la comisión de Transporte y Turismo del Parlamento europeo (2015-2018).

## Vida personal
El entonces alcalde Juan Alberto Belloch casó civilmente a Jerónimo Blasco en el Ayuntamiento de Zaragoza. Unos años después y en el mismo lugar Jerónimo Blasco casó civilmente a Juan Alberto Belloch con la periodista Mari Cruz Soriano el 19 de diciembre de 2002.

## Obras publicadas

### Artículos en revistas
- Blasco Jáuregui, Jerónimo; Rubio del Val, Carmen (2021). «Parlamento y Fondos Europeos: la participación de las Cortes de Aragón en la política financiera de la Unión Europea». Revista Aragonesa de Administración Pública (20). ISSN 1133-4797.
- Blasco Jáuregui, Jerónimo; Rubio del Val, Carmen (2020). «El papel del Parlamento autonómico en el estado de alarma. Crónica de la actividad de las Cortes de Aragón (marzo-mayo 2020)». Cuadernos Manuel Giménez Abad. Extra 8 (20): 37-52. ISSN 2254-4445.
- Blasco Jáuregui, Jerónimo; Gorría, A. (1997). «Aragón ante la próxima reforma de los fondos estructurales de la Unión Europea». Revista Aragonesa de Administración Pública (Revista Aragonesa de Administración Pública) (11): 261-286. ISSN 1133-4797.
- Blasco Jáuregui, Jerónimo (1992). Las Cortes de Aragón: balance de una década de iniciativas parlamentarias (1983-1992) 1. Revista Aragonesa de Administración Pública. pp. 295-348. ISSN 1133-4797.
- Blasco Jáuregui, Jerónimo (1991). La situación de Aragón en los fondos estructurales y ante la política comunitaria de ordenación del territorio. Extra 10. Papeles de economía española. pp. 117-133. ISSN 0210-9107.
- Blasco Jáuregui, Jerónimo (1985). Los programas mediterráneos integrados: Una respuesta a la Europa del Sur 12 (1). Revista de Instituciones Europeas. pp. 109-140. ISSN 0210-0924.
- Blasco Jáuregui, Jerónimo (1985). La reforma de los fondos estructurales y el fondo de cohesión propuesta por la Comisión (Agenda 2000) y su posible impacto en Aragón. Comunidades autónomas, Unión Europea y medio ambiente. pp. 49-58. ISSN 84-7820-430-X4 |issn= incorrecto (ayuda).
- Blasco Jáuregui, Jerónimo (1997). El tratamiento de las parcelaciones ilegales en la Comunidad Autónoma de Aragón. pp. 145-152. ISSN 84-775-3678-3 |issn= incorrecto (ayuda).
- Blasco Jáuregui, Jerónimo (1997). Adquisición, suspensión y pérdida de la condición de parlamentario. pp. 261-276. ISSN 84-8193-598-0 |issn= incorrecto (ayuda).
- Blasco Jáuregui, Jerónimo (1984). Influencia del ingreso de España en las Comunidades Europeas en el reparto competencial en materia de política regional 2. pp. 625-637. ISSN 84-505-2375-3 |issn= incorrecto (ayuda).
- Blasco Jáuregui, Jerónimo (1985). Papel de las PYMEs en la nueva política regional comunitaria de desarrollo prioritario del potencial endógeno 2. pp. 9-28. ISSN 84-7191-353-4 |issn= incorrecto (ayuda).
- Blasco Jáuregui, Jerónimo (1985). La legislación comunitaria limitadora coordinadora de las ayudas regionales de los Estados y su futura aplicación a la política regional española. pp. 329-349. ISSN 84-393-0531-1 |issn= incorrecto (ayuda). [17]

### Libros
- Blasco Jáuregui, Jerónimo; Baringo Ezquerra, David (2004). Zaragoza: ciudad sostenible : estado de la cuestión. Prames. p. 403. ISBN 9788483211793.